# План R4

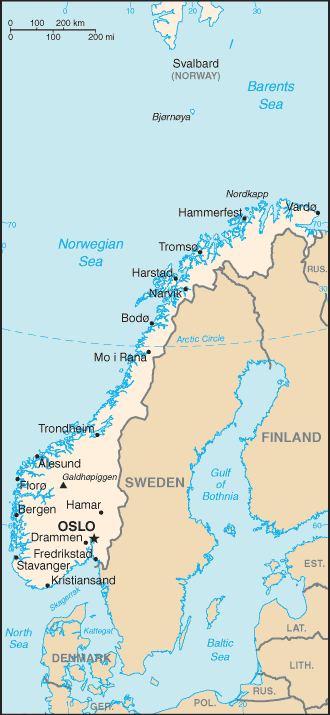
Карта Норвегии

План R4 (англ. Plan R 4) — британский план вторжения в нейтральную Норвегию на начальном этапе Второй мировой войны. В ходе операции планировалось занять порты Нарвик и Тронхейм. Вторжение Германии в Норвегию в апреле 1940 года сделало план неактуальным.

## Предпосылки

### Шведская руда
Германия не имела достаточных внутренних запасов железной руды, необходимой для производства стали. До войны большое количество руды импортировалось из французской Лотарингии, но с сентября 1939 года эти запасы стали недоступны. Единственным крупным источником руды оставалась нейтральная Швеция. Поставки велись по железной дороге в незамерзающий порт Нарвик на севере Норвегии и затем морем — в Германию. Через Нарвик проходило 80 % экспорта шведской руды. Единственной альтернативой транспортировки была перевозка по железной дороге в Укселёсунд на Балтийском море, к югу от Стокгольма. По оценкам британской разведки, Укселёсунд мог пропускать только 20 % необходимого Германии объёма руды. Таким образом, захват Нарвика нанёс бы тяжёлый удар по военной промышленности Германии.

### Советско-финская война

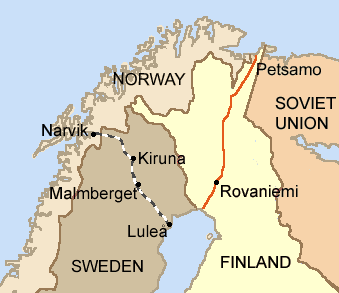
Британия и Франция предложили Финляндии военную поддержку против СССР при условии, что ввод войск будет проходить не напрямую в финскую область Петсамо, а через нейтральные Норвегию и Швецию. Истинной причиной такого предложения было не столько желание помочь Финляндии в её неравной борьбе с СССР, сколько стремление занять районы добычи железной руды в Кируне и Мальмбергете в Швеции и норвежский порт Нарвик. (Показаны границы 1920—1940 гг.).

Советско-финская война началась 30 ноября 1939 года, вскоре после начала Второй мировой войны. Агрессия СССР против маленького соседа вызвала возмущение общественности демократических стран; СССР был исключён из Лиги Наций. Правительства Англии и Франции с начала войны вынашивали планы контроля над шведскими месторождениями руды и норвежским побережьем, но Швеция и Норвегия не давали разрешения на ввод союзных войск на свою территорию. Ввод войск в нейтральные страны из военно-стратегических соображений и без разрешения этих стран был бы открытым нарушением международного права, поэтому союзники решили использовать советско-финскую войну и вызванную этой войной волну общественного возмущения для того, чтобы ввести войска в Швецию, якобы для оказания военной помощи Финляндии и, таким образом, взять под свой контроль месторождения железной руды в Швеции (на илл.).

## План R4
С учётом всех обстоятельств британцы разработали план превентивного вторжения в Норвегию. План предполагал получение у Норвегии и Швеции разрешения на отправку экспедиционного корпуса в Финляндию через северную Норвегию и Швецию (см. илл.), якобы для помощи Финляндии в борьбе против СССР. Это позволило бы взять под свой контроль порт Нарвик и города Евле и Лулео и, таким образом, перекрыть немцам доступ к шведской руде, а в перспективе — помешать им создать базы для подводных лодок на побережье Норвегии. План получил кодовое название R4.
План союзников состоял из двух частей: операции Wilfred и плана R4. Операция Wilfred заключалась в минировании территориальных вод Норвегии на путях перевозки руды из Нарвика в Германию, что являлось нарушением нейтралитета Норвегии. Предполагалось, что таким образом транспорты с рудой будут вынуждены идти дальше от берега — в международных водах, что делало бы их доступными для действий британского флота.
Британцы понимали, что их действия спровоцируют военный ответ со стороны Германии. Ожидалась либо высадка немецких войск в Норвегии, либо демонстрация намерений сделать это, после чего в Норвегию были бы введены британские войска. Планировалось высадить 18-тысячный контингент в Нарвике, прервав таким образом, железнодорожную связь этого порта со Швецией. В дальнейшем планировалось занять норвежские прибрежные города Тронхейм и Берген.
8 апреля 1940 года группа кораблей ВМФ Британии во главе с линейным крейсером Renown поставила мины в территориальных водах Норвегии. Однако в это время немецкие корабли с десантом уже шли на Нарвик, что делало план R4 бессмысленным. Таким образом, действия британцев лишь дали повод Гитлеру для оправдания его действий в Скандинавии.

## Развитие событий
9 апреля 1940 немецкий десант занял Нарвик. На юге Норвегии началось масштабное немецкое наступление. Таким образом, стратегическая инициатива оказалась в руках немцев. Франции и Великобритании пришлось начать активную борьбу за контроль над Норвегией. Последовавшая затяжная битва за Нарвик (9 апреля — 8 июня 1940 года) стала первым серьёзным боестолкновением на западноевропейском театре военных действий. В мае, в условиях краха фронта во Франции, англо-французские силы приняли решение оставить Нарвик. Эвакуация тяжёлого вооружения началась уже в конце мая, основная же часть личного состава британских, французских и польских войск, грузились на транспортные суда с 4 по 8 июня. До конца войны город, как и вся Норвегия, оставался под контролем Германии.